# (8682) Kräklingbo
8682 Kraklingbo (1992 ER9) – planetoida z pasa głównego asteroid okrążająca Słońce w ciągu 5,59 lat w średniej odległości 3,15 au. Odkryta 2 marca 1992 roku.